# Некрасовская (Краснодарский край)
Некра́совская — станица в Усть-Лабинском районе Краснодарского края. Административный центр Некрасовского сельского поселения.

## География
Станица расположена на правом берегу Лабы, в 7 км юго-восточнее районного центра — города Усть-Лабинск, где находится ближайшая железнодорожная станция и автовокзал.

## История
Земляное укрепление, известное сейчас как Некрасовское городище, находящееся на окраине станицы, было построено казаками-некрасовцами, бежавшими на Кубань с Дона после булавинского восстания 1708 года. Здесь они находились в формальной зависимости от турецкого султана. Городище было укреплено каменными плитами, использованными позднее при строительстве станицы. Население покинуло городок, часть некрасовцев переселилась на территорию современной румынской Добруджи, часть жила в адыгейских аулах ещё во время Кавказской войны. В начале XXI на старом укреплении был поставлен памятник в честь первого казачьего поселения на Кубани.
Станица Некрасовская была основана в 1843 году в составе Новой (Лабинской) линии переселенцами из станиц Старой линии. Станица входила в Майкопский отдел Кубанской области.

## Этимология
Станица получила своё название по Некрасовскому городищу, основанному Некрасовскими казаками, называвшимися так по имени одного из руководителей Булавинского восстания — Игната Некрасы. Адыги называют станицу адыг. Щэрахъ.

## Население
| 2002 | 2010  | 2021  |
| ---- | ----- | ----- |
| 4753 | ↗4838 | ↘4726 |

Большинство населения станицы составляют русские — 94,9 % в 2002 году.

### Известные уроженцы
- Соломахин, Михаил Карпович (1888—1967) — подъесаул 1-го Хоперского казачьего полка, герой Первой мировой войны, участник Белого движения. В эмиграции — генерал-майор, начальник штаба Кубанского казачьего войска.
- Агиенко, Василий Матвеевич (1903—1961) — участник Великой Отечественной войны, полный кавалер ордена Славы.
- Кащеев Алексей Яковлевич (1918—1989) — участник Великой Отечественной войны, директор школы.